# Elysée Mercier
Elysée Mercier de Coppet ( 1802 - 1863 ) fue un médico, naturalista, profesor, y botánico suizo; que trabajó académicamente en el "Instituto de Botánica Sistemática de la Universidad de Zúrich".

## Algunas publicaciones
- georges françois Reuter, elysée Mercier. 1861. Catalogue des plantes vasculaires qui croissent naturellement aux environs de Genève. 2ª edición de J. Kessmann, 300 pp. en línea

## Honores

### Epónimos
- (Rosaceae) Rubus mercierii Genev.[3]